# Kongregace Nejsvětějšího Vykupitele
Kongregace Nejsvětějšího Vykupitele (lat. Congregatio Sanctissimi Redemptoris; CSsR, C. Ss. R. či C.Ss.R.), jejíž členové jsou nazýváni redemptoristé, je katolická řeholní kongregace, která si klade za poslání následovat Krista, hlásat Boží slovo chudým a žít podle evangelních rad chudoby, čistoty a poslušnosti.

## Založení
Kongregaci založil 9. listopadu 1732 sv. Alfons z Liguori, dnes čítá včetně bratří řeckokatolické větve necelých 6 tisíc redemptoristů, kteří působí v 78 zemích světa. Současným generálním představeným kongregace je Michael Brehl z Kanady.
Na českém území kongregace působí od roku 1855, samostatná česká provincie vznikla v roce 1901 a v dobách největší slávy měla téměř 300 členů. V listopadu 2009 čítala necelých 20 redemptoristů, soustředěných zejména při Svaté Hoře a ve Frýdku. V letech 2011–2015 byl českým provinciálem Josef Michalčík. Dne 13. února 2017 byly česká a slovenská provincie sloučeny do nové provincie Bratislava-Praha, v jejímž čele je od roku 2023 provinciál P. Jozef Mihok z Prešova, provinciálovým vikářem byl téhož roku zvolen P. František Boldy.

## Dějiny kongregace

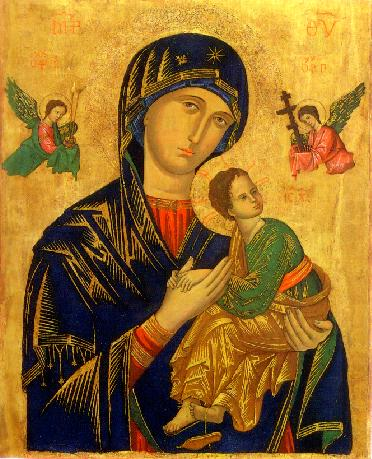
Panna Maria Matka ustavičné pomoci (ikona)

Sv. Alfons Maria z Liguori byl biskupem ve Scale pozván, aby před svátkem Povýšení svatého Kříže roku 1731 kázal v katedrále, kde se mu dostalo silného zážitku, o němž později Alfons vypovídal jako o setkání s láskyplným Bohem, jehož Láska přivedla na svět Ježíše, který člověka vykoupil. V reakci na to ve Scale zakládá Alfons kongregaci; prvotní společenství se ale kvůli nejednotným představám o budoucnosti rozpadlo. Z prvních Alfonsových společníků v něm zůstal pouze právník Vito Curzio. Později se však kongregace začíná šířit. První dům zakládají redemptoristé v Ciorani. Roku 1749 papež Benedikt XIV. potvrdil řeholi institutu, která platila až do 2. vatikánského koncilu.
Roku 1752 do kongregace vstoupil Gerard Majella, který již roku 1755 v Materdomini umírá v pověsti svatosti. Roku 1762 je Alfons z Liguori jmenován biskupem v S. Agata dei Goti. Roku 1785 vstupují k redemptoristům první cizinci, Klement Maria Hofbauer a Tadeáš Hýbl, kteří zakládají první dům kongregace v rakouské monarchii. Vládnoucí Josef II. však vzápětí kláštery ruší, proto další dům vzniká ve Varšavě. Odtud Klement Maria Hofbauer založil další domy v Německu, Švýcarsku a v Bavorsku. Roku 1808 je dům ve Varšavě uzavřen a Hofbauer se stěhuje do Vídně, odkud je však málem vyhoštěn, dům redemptoristů ve Vídni je nakonec založen až roku 1819.
V následujících letech dochází k velkému rozvoji kongregace do ostatních kontinentů, ke kterému přispěl zvláště generální vikář redemptoristů za Alpami, P. Josef Amand Passerat. Významným zástupcem redemptoristů je také první filadelfský biskup, prachatický rodák Jan Nepomuk Neumann.
Při své pastorační práci používá kongregace též obrazu Matky ustavičné pomoci, který redemptoristé dostali do opatrování od papeže Pia IX. roku 1866; jedná se přitom o nejrozšířenější obraz Panny Marie vůbec.
Redemptoristé byli ve 20. století vystaveni pronásledování - nejprve ve Španělsku a Mexiku, za 2. světové války v Polsku, později též v Sovětském svazu a jeho satelitech, v Československu, na Kubě a ve Vietnamu. Z tohoto období pochází několik redemptoristických mučedníků – biskupové Vasyl Velyčkovskyj a Mikuláš Čarněckyj a kněží Zynovij Kovalyk a český redemptorista Metoděj Dominik Trčka.

## Redemptoristé v českých zemích

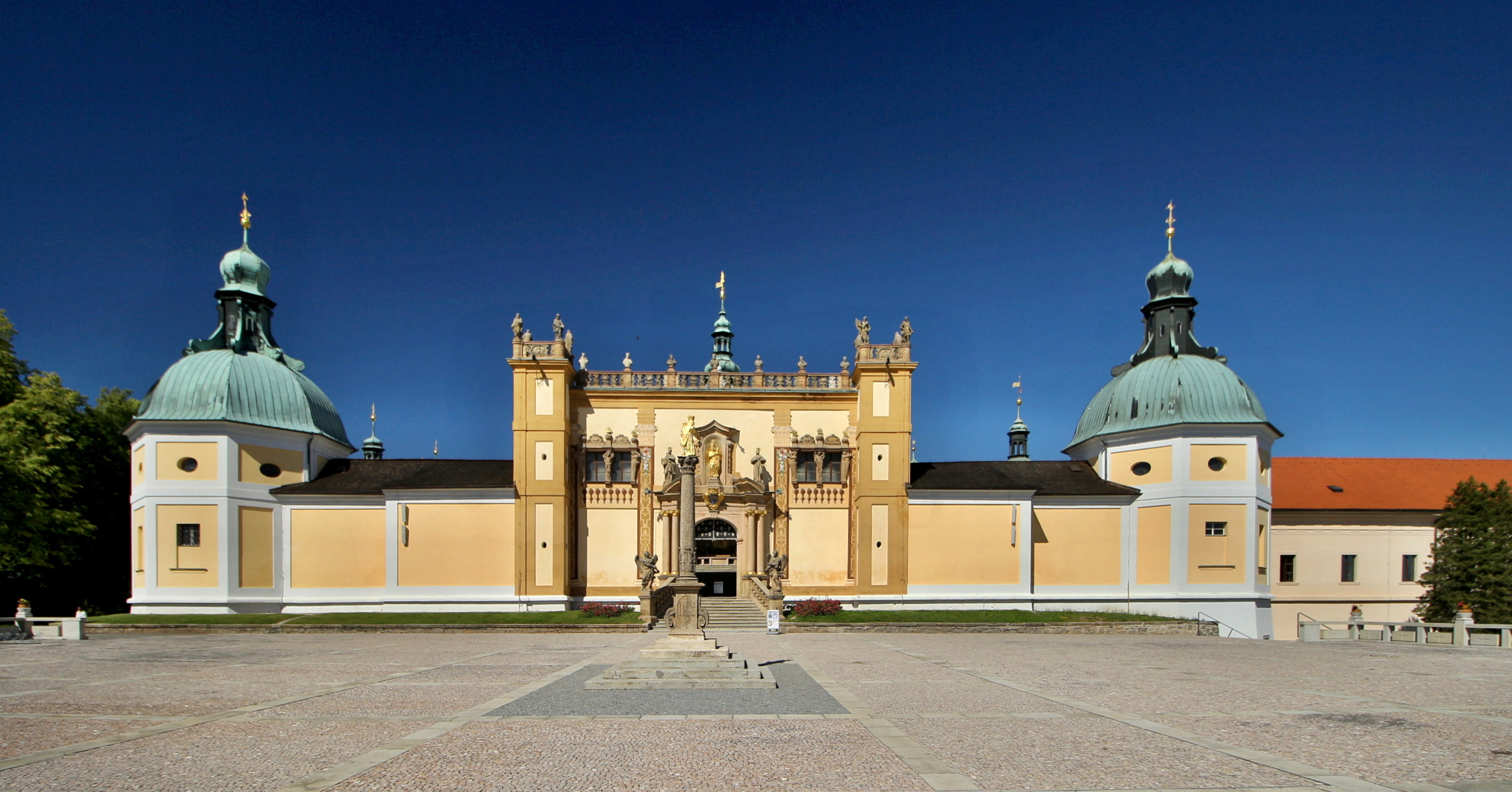
Svatá Hora v Příbrami - poutní místo a klášter, sídlo českého provincialátů redemptoristů

Redemptoristé se na českém území objevují roku 1855; jejich první dům je založen v Koclířově u Svitav. Pražská provincie kongregace byla založena roku 1901. Z této provincie byly postupně založeny provincie Varšava a viceprovincie Karlovy Vary, Bratislava a řeckokatolická Michalovce. Před 2. světovou válkou pražská provincie patřila s téměř 300 členy mezi nejsilnější na světě. 
Roku 1950 byli komunisty zatčeni dva význační členové kongregace - P. Ivan Mastiliak a P. Jan Blesík, kteří byli ještě téhož roku při monstrprocesu se členy řádů odsouzeni k mnohaletému žaláři. O dva roky později byl veden vykonstruovaný proces proti řeckokatolickému viceprovinciálovi Metoději Trčkovi, nakonec byl odsouzen na 12 let a v důsledku věznění zemřel roku 1959 ve leopoldovské věznici. V roce 2001 jej papež Jan Pavel II. blahoslavil. Kvůli pronásledování církve a zákazu společného života v klášterech kongregace zestárla; v roce 1989 měla ještě asi 120 členů, v současné době je však v ČR méně než 30 redemptoristů.
Hlavní aktivitou redemptoristů je péče o poutní místa (zvláštní místo zde má Svatá Hora u Příbrami) a exerciční domy. Redemptoristé se věnují pořádání duchovních cvičení. Kongregace také založila komunitu věnující se lidovým misiím, velmi typickým právě pro kongregaci redemptoristů, která sídlila v Králíkách a v roce 2007 se přesunula do obce Tasovice na Znojemsku, do místa, kde se narodil sv. Klement Maria Hofbauer (Dvořák).

## Známí redemptoristé
- sv. Gerard Majella (1726–1755);
- sv. Klement Maria Hofbauer (1751–1888), patron Vídně, spolupatron Varšavy;
- sv. Jan Nepomuk Neumann (1811–1860), českého původu (Prachatice), čtvrtý biskup ve Filadelfii, druhý svatý Ameriky;
- bl. Kašpar Stanggassinger (1871–1899);
- bl. Gennaro Sarnelli (1702–1744);
- bl. Petr Donders (1809–1887);
- bl. Franz Xaver Seelos (1819–1867);
- bl. Mikuláš Čarněckyj (1884–1959);
- bl. Vasyl Velyčkovskyj (1903–1973);
- bl. Zynovij Kovalyk (1903–1941);
- bl. Metoděj Dominik Trčka (1886–1959).
- bl. Ivan Zjatyk (1899–1952)
- Hugh MacDonald (1841–1898)
- Charles Fehrenbach
- Thomas McCluskey
- John Creagh
- Jan Blesík (1909–1985), odsouzen na 15 let v procesu Machalka a spol., vězněn 10 let
- Ivan Mastiliak (1911–1989), odsouzen na doživotí v tomtéž procesu, vězněn 15 let
- Antonín Liška (1924–2003), českobudějovický biskup (1991–2002)
- Josef Břicháček (1928–2004)
- Karel Bříza (1926–2001), hudební skladatel
- Josef Groz (1927–2004), někdejší provinciál
- Jan Zemánek (1925-2012), někdejší provinciál
- Tadeusz Rydzyk (* 1945), polský římskokatolický kněz
- Tony Flannery (* 1948), suspendovaný irský kněz, zakládající člen Sdružení katolických kněží
- Milan Chautur (* 1957), košický řeckokatolický eparcha (biskup)
- Róbert Bezák (* 1960), bývalý arcibiskup Trnavské římskokatolické arcidiecéze (2009-2012), odvolán z úřadu
- Stanislav Přibyl (*1971) , jmenovaný biskup Litoměřický

- současní redemptoristé provincie Bratislava-Praha působící v ČR
  - Roman Janáč
  - Petr Beneš - kaplan farnosti při kostele Nejsvětějšího Srdce Páně v Praze na Vinohradech
  - Stanislav Přibyl - jmenovaný biskup litoměřické diecéze
  - Ladislav Škrňa - zemřel 27.8.2017.
  - Břetislav Vaněk - zemřel 19.1.2015.
  - Jan Sokulski - administrátor farnosti Tasovice
  - Zdeněk Šilhánek
  - Jiří Šindelář
  - Stanislav Muzikář - působil v Plzni, Perninku, Abertamech, Horní Blatné a Tasovicích. Od srpna 2004 byl ustanoven na Svaté Hoře jako farní vikář, a zároveň se stal administrátorem farnosti Třebsko, kterou spravoval do roku 2011. Poté se stal výpomocným duchovním na Svaté Hoře. Zemřel 19. listopadu 2018.
  - Josef Michalčík - bývalý provinciál
  - David Horáček - administrátor na Svaté Hoře a rektor místní komunity
  - Jan Kuník
  - Krzysztof Strzelczyk
  - Miloš Miloslav Pizovka
  - František Boldy
  - František Boldy
  - Peter Kvetan
  - Peter Slobodník
  - Josef Novák
  - Mirosław Edward Jesel
- další redemptoristé
  - Piotr Nowicki
  - Tomasz Waściński